# 天主教羅得總教區
天主教羅得總教區（拉丁語：Archidioecesis Rhodiensis）是羅馬天主教在希臘的一個總教區、該國四個天主教總教區之一。直屬教廷。
總教區範圍包括佐澤卡尼索斯群島。2006年有教友1,500人，佔轄區總人口1.0%。教區下轄三個堂區（兩個在罗得岛，一個在科斯島），有兩名司鐸。自1970年起總主教席位懸空，現任宗座署理為尼古拉斯·福什科洛什。
1523年因奧斯曼帝國佔領羅得島，教區被降為領銜教區。1797年3月3日被併入馬爾他教區。1897年8月14日設宗座監牧區。1928年3月28日升為總教區。 